# Битва при Эль-Агейле
Битва при Эль-Агейле — последнее крупное сражение в Западной пустыне Ливии во Второй мировой войне. Сражение произошло в декабре 1942 года между союзными силами 8-й армии (генерал Бернард Монтгомери) и силами оси немецко-итальянской танковой армии (генерал-фельдмаршал Эрвин Роммель), во время длительного вывода войск Оси из Эль-Аламейн в Тунис. Оно закончилось тем, что немецко-итальянская танковая армия возобновила отступление в сторону Туниса, где Тунисская кампания началась с операции «Факел» (8-16 ноября 1942 года).

## Предыстория

Район отступления Роммеля из Эль-Аламейна в Эль-Агейлу, 4-23 ноября 1942 года

4 ноября 1942 года Роммель принял решение прекратить вторую битву при Эль-Аламейне и отступить на запад к Ливии. При этом он проигнорировал приказы Гитлера «стоять до последнего». На следующий день Африканский корпус достиг деревни Фука. Итальянские войска прибыли раньше, отойдя от Эль-Аламейна 3-4 ноября и образовав оборонительную линию. Итальянцы возобновили отступление в тот же день после атаки союзников, и немцы последовали их примеру. Монтгомери отдыхал, некоторые из своих соединений после их усилий в Эль-Аламейне, возглавляя 4-ю легкую танковую бригаду.
Дождь во второй половине дня 6 ноября помешал британскому преследованию, поскольку силы Оси продолжали отступление, и на следующий день в Мерса-Матрух была установлена новая линия обороны, приблизительно в 180 км к западу от Эль-Аламейна. Роммель получил предупреждение от Гитлера о предполагаемой высадке союзников между Тобруком и Бенгази, но 8 ноября он обнаружил, что это было неправильно. Были англо-американские высадки в Марокко и Алжире (операция «Факел»). Восточное оперативное соединение, направленное на Алжир, высадилось с 20 000 солдат и двинулось на восток, в сторону Роммеля. Предвидя большие силы союзников в тылу, он решил отступить в направлении Эль-Агейлы.
Силы Оси отступили из Сиди-Баррани 9 ноября, а Халфайя (на ливийско-египетской границе) — последняя позиция в Египте 11 ноября. Киренаика была оставлена без серьёзного сопротивления. Роммель хотел сохранить в Тобруке 9 100 тонн техники, но 13 ноября она досталась англичанам. Попытка Монтгомери окружить гарнизон Тобрука в акроме к западу от Тобрука провалилась, и гарнизон отступил по Виа Бальбия к Бенгази с небольшими потерями. 18 ноября Британские ВВС быстро заняли аэродром для обеспечения воздушного прикрытия Мальтийского конвоя. Силы Оси вывели 640 км за десять дней.
Несмотря на важность порта Бенгази для системы снабжения немцев и итальянцев, Роммель покинул порт, чтобы избежать повторения катастрофического захвата, понесенного итальянцами в битве при беда-Фомме в феврале 1941 года. Роммель отдал приказ об уничтожении портовых сооружений и материальных средств в Бенгази.
Бенгази был взят англичанами 20 ноября, а три дня спустя силы Оси отступили из Агедабии к Мерса-Брега. Во время отступления в Мерса-Брега силы Оси столкнулись со многими трудностями, включая превосходство Британской авиации. ВВС Великобритании атаковали итало-германские колонны, скопившиеся на прибрежной дороге и испытывающие нехватку топлива. Чтобы задержать британское наступление, немецкие саперы установили мины в районе Мерса-Брега.
В течение большей части броска к Эль-Агейле британцы не были уверены в намерениях Роммеля. В предыдущих кампаниях враг успешно контратаковал увлекшиеся преследованием части. Монтгомери же намеревался поднять боевой дух своей армии, для чего необходимо было избавиться от привычки к поражениям и отступлениям. Поэтому 1-я танковая дивизия и 2-я новозеландская дивизия удерживались в Бардии, отдыхая и обеспечивая оборону. Несмотря на опасения Роммеля, что его войска попадут в ловушку в Бенгази из-за быстрого продвижения союзников через выступ Киренаики, Монтгомери со своей стороны понимал, что растянутые и оторванные от основных сил войска также могут быть уязвимы, как это случалось в начале 1941 и 1942 года. Продвижение разведывательного отряда бронетранспортёров, посланного через всю страну, было задержано затопленными дорогами. Но после того как радиотехническая разведка показала 8-й армии, что танки Роммеля были практически обездвижены из-за нехватки топлива, Монтгомери отдал приказ о переброске более сильных соединений через всю страну. Прослышав о присутствии разведывательных сил, Роммель поспешил уйти из Бенгази, легко отбросив разведывательный отряд и избежав столкновения с основными силами англичан, которые к тому моменту ещё не успели прибыть.

## Расстановка сил

### Итало-германские силы

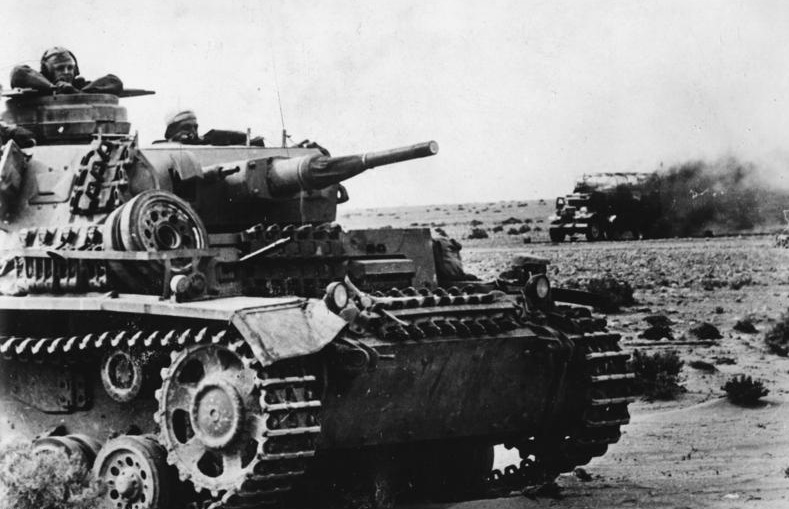
Немецкий танк Pz.III в Северной Африке.

В течение восемнадцати дней между эвакуацией из Агедабия на 23 ноября и в начале сражения у Эль-Агейла на 11 декабря Роммель имел разногласия с политическими и военными начальниками и занимался бесплодными жаркими спорами с Гитлером, Герингом и Кессельрингом, Уго Кавальеро, а также итальянской начальником штаба и губернатором Ливии маршалом Бастико. Роммель хотел как можно скорее отступить в Тунис, а остальные хотели, чтобы он занял позицию на линии Эль-Агейла-Мерса-Брега. Муссолини приказал Роммелю встать на линию Агейлы, чтобы защитить Триполитанию, и это было поддержано Гитлером, который приказал удерживать Эль-Агейлу «при любых обстоятельствах».

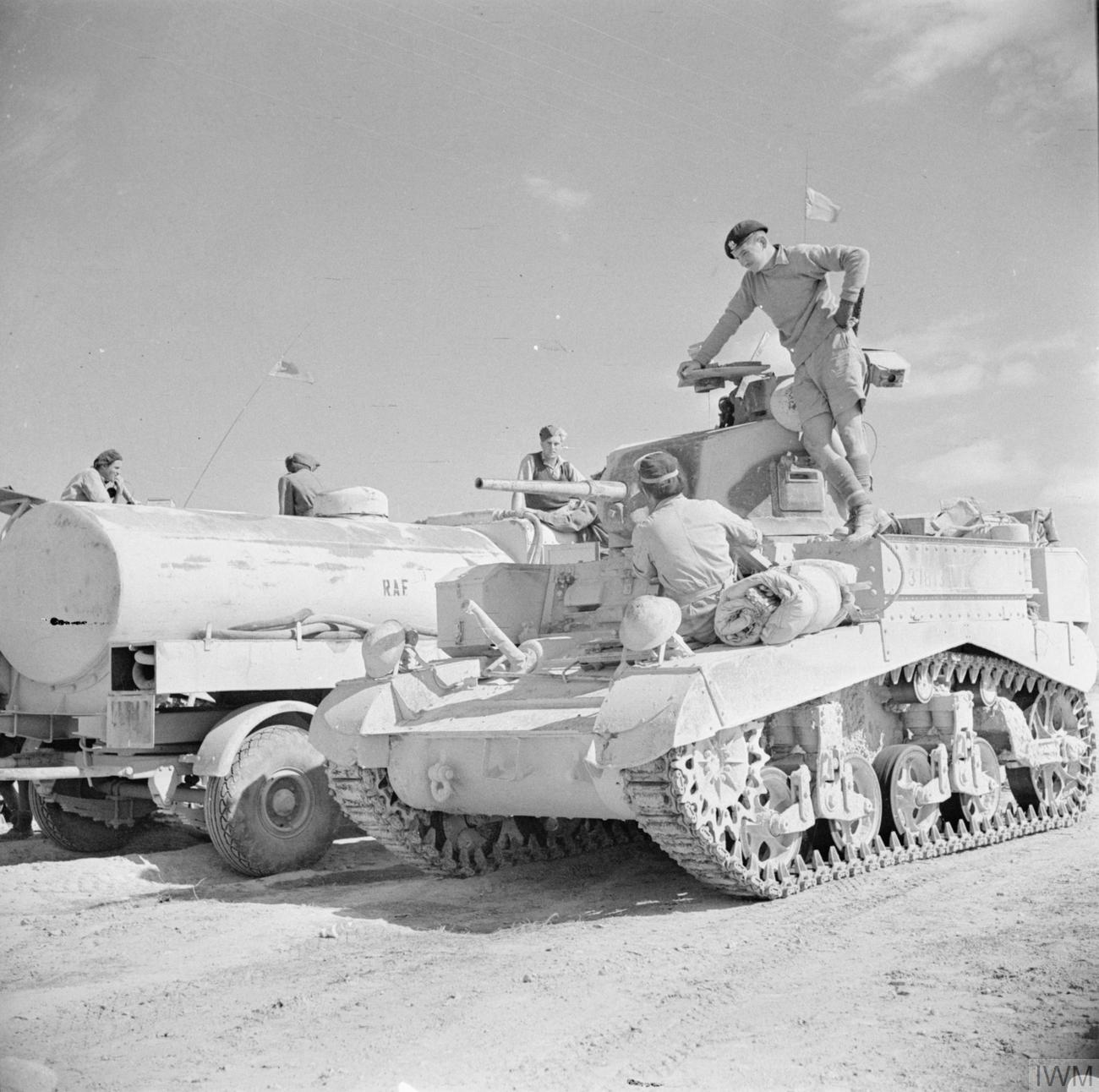
Танк «Стюарт», заправляемый из топливозаправщика Королевских ВВС под Сиди-Баррани, 15 ноября 1942 года

Хотя позиция в Агейле была, естественно, сильной, окруженной солончаками, мягким песком или неровной землей, что ограничивало маневренность транспортных средств, Роммель считал, что он сможет удерживать позицию только в том случае, если получит артиллерийскую и танковую замену, если Люфтваффе будут усилены, а запасы топлива и боеприпасов восполнены. К этому времени, после высадки союзников в Марокко и Алжире, в ходе операции «Факел», все имевшиеся в наличии люди и техника были переброшены в Тунис, чтобы предотвратить падение Туниса в результате наступления союзников из Алжира. Ко времени визита Роммеля в Берлин в начале декабря 1942-го, Муссолини и Гитлер смирились с реальной ситуацией и договорились о подготовке к отступлению в Буэра, примерно в 400 км к западу, а к 3 декабря итальянская пехота начала отступление.

### Британские силы
Британцы должны были перебросить свои войска из Египта в Агедабию. Поставки из Александрии в Тобрук можно было перевозить по железной дороге на расстоянии 710 км, из Тобрука в Агедабию-на расстоянии 630 км, но поставки должны были идти по дороге Виа-Бальбио или морем через порт Бенгази, а затем по дороге в Агедабию. 26 ноября X-й корпус (генерал-лейтенант Брайан Хоррокс) был взят в резерв, а XXX-й корпус (генерал-лейтенант Оливер Лиз) занял линию фронта 8-й армии с 7-й бронетанковой дивизией (генерал-майор Джон Хардинг), 51-й (шотландской) пехотной дивизией (генерал-майор Дуглас Уимберли) и 2-й Новозеландской дивизией (генерал-майор сэр Бернард Фрейберг). В конце ноября Монтгомери планировал, что 2-я новозеландская дивизия с 4-й легкой танковой бригадой под командованием начнет широкое фланговое движение 13 декабря. Манёвр должен был быть замаскирован бомбардировками и пехотными налетами на передовые позиции танкистов, начавшимися в ночь с 11 на 12 декабря, чтобы отвлечь внимание. Фронтальная атака 51-й (высокогорной) дивизии на побережье и 7-й бронетанковой дивизии вглубь страны слева от них должна была начаться в ночь с 16 на 17 декабря, как только новозеландцы займут позиции позади.

## Сражение

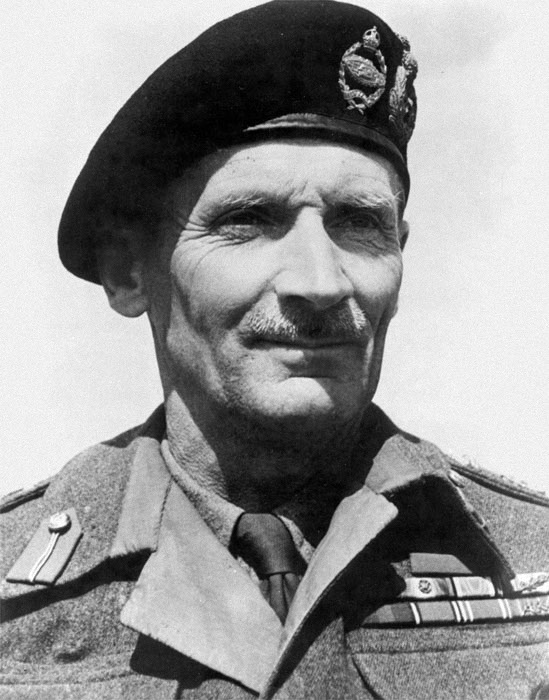
Бернард Монтгомери.

Положение Роммеля со снабжением не улучшилось: Тунис по-прежнему находился в приоритете по снабжению, а из всех кораблей, которые были отправлены в Триполи для снабжения танковой армии в ноябре, три четверти были уничтожены. У Роммеля не хватало людей и снаряжения, топлива и боеприпасов. Поэтому он заявил о своем намерении продержаться как можно дольше, но уйти в отсутпление под сильным давлением. Когда 11 декабря начались предварительные атаки, Роммель принял это за начало наступления 8-й армии и начал отступление. К середине утра 12 декабря патрули обнаружили, что позиции «Оси» начали редеть. В ответ Монтгомери приказал Новозеландской дивизии немедленно двинуться вперед и перенес основное наступление на ночь с 14 на 15 декабря. К вечеру 12 декабря начался вывод войск Оси, за исключением некоторых подразделений, прикрывавших выход.
13 декабря разведывательный самолёт «Оси» обнаружил около 300 машин к северу от Марада 121 км к югу от Эль-Агейлы, (это была Новозеландская колонна), что означало для сил Оси опасность быть обойденными с фланга. Роммель хотел запустить оставшуюся броню в этот фланговый отряд, но ему помешала нехватка топлива, и он приказал продолжать отступление. Атака 7-й танковой дивизии была отбита в арьергарде итальянской дивизией «Ариете». В своем дневнике Роммель писал:
Поздно утром превосходящие силы противника начали атаку на боевую группу "Ариете", расположенную к юго-западу от Эль-Агейлы, правый фланг которой опирался на Себча-Чебиру, а левый-на 90-ю легкую дивизию. Ожесточенные бои против 80 английских танков продолжались почти десять часов. Итальянцы вели великолепную борьбу, за которую они заслуживали всяческих похвал. Наконец, вечером англичане были отброшены контратакой бронетанкового полка Кентавра, оставив на поле боя 22 танка и 2 бронемашины сгоревшими или поврежденными. Британское намерение отрезать 90-ю легкую дивизию было сорвано.

— Роммель
Планы 8-й армии изменились слишком поздно, и когда 15 декабря Новозеландская дивизия завершила свой «левый хук», они были рассеяны после трудного путешествия по пересеченной местности, в результате которого у них осталось только 17 исправных танков. Они обнаружили 15-ю танковую дивизию на откосе, охраняющем прибрежную дорогу, и 6-ю новозеландскую бригаду дальше на запад, которой было приказано образовать блок на прибрежной дороге, в то время как 5-я бригада защищала транспортные средства дивизии. В ночь с 15 на 16 декабря большинство оставшихся частей танковой армии смогли под покровом темноты отступить к Нофилии, двигаясь небольшими быстрыми колоннами через проломы в рассредоточенных новозеландских частях. 18 декабря кратковременные, но ожесточенные бои произошли в Нофалии (160 км к западу от Эль-Агейлы), что положило конец битве при Эль-Агейле.

## Последующие события
Последующая операция
Роммель планировал оборонять проход Габес в Тунисе, к востоку от французской довоенной линии Марет, удерживая порт Буэра, в то время как 5-я танковая армия, (генерал-лейтенант Ханс-Юрген фон Арним), уже в Тунисе противостояла Союзной 1-й армии. Фронт находился 640 км от Тобрука, и при таких трудностях снабжения 8-я армия не могла использовать все свои части. Буэра не был сильно защищен, и, несмотря на разведданные о состоянии сил Оси, Монтгомери приостановился до 16 января 1943 года, когда 8-я армия имела превосходство 4:1 в пехоте и преимущество 7,5:1 в танках. Бомбардировки начались 12 января, а 15 января XXX-й британский корпус атаковал, прокладывая себе путь по прибрежной дороге через минные поля, подрывы и мины-ловушки. Новозеландская и 7-я танковые дивизии двинулись вглубь страны через Тархуну, снабжение осуществлялось новозеландским армейским корпусом, операция зависела от быстрого захвата порта. Роммель ушел 15 января и к 19 января ушел из Триполи, уничтожив порт. Затем войска Оси предприняли действия по задержке в Тунисе. 7-я танковая дивизия вошла в Триполи в ночь с 22 на 23 января, и 23 января танковая армия достигла линии Марета, ещё 320 км к западу.